# 1-я армия (Войско польское)
1-я армия Войска польского (пол. 1 Armia Wojska Polskiego) — общевойсковое формирование (объединение, армия), сформированное в СССР в 1944 году из поляков и военнослужащих ВС СССР других национальностей.
В приказах 1-я польская армия, см. ниже.

## История
1-я польская армия была образована в марте 1944 года на базе 1-го польского корпуса, который в свою очередь был развёрнут в августе 1943 года на основе 1-й польской пехотной дивизии имени Тадеуша Костюшко. В ряды армии зачислялись не только граждане Польши, но и советские граждане преимущественно польского происхождения. Советский Союз обеспечил вооружение, боевую технику и снаряжение для формирования армии. Её командующим стал  генерал-лейтенант Зыгмунт Берлинг.
Весной 1944 года 1-я польская армия получила пополнение в количестве 52 тыс. человек, однако среди них было только 284 офицера и несколько десятков подхорунжих довоенной польской армии, что обострило проблему нехватки офицерских кадров.
Летом 1944 года в состав 1-й армии входили 4 пехотные и 1 зенитно-артиллерийская дивизии, 1 бронетанковая, 1 кавалерийская, 5 артиллерийских бригад, 2 авиаполка и другие части. Численность личного состава составляла 90 тыс. человек.
В июле 1944 г. армия начала боевые действия, находясь оперативно в подчинении 1-го Белорусского фронта. 20 июля части армии форсировали Западный Буг и вступили на территорию Польши.
21 июля 1944 г. 1-я польская армия была объединена с партизанской Армией Людовой в единое Войско Польское.
По состоянию на 22 июля 1944 года общая численность 1-й армии Войска польского составляла 100 тыс. военнослужащих (в том числе, свыше 60 тыс. — в боевых частях и подразделениях), кроме того, в советских военно-учебных заведениях проходили обучение 2554 офицера и свыше 600 лётчиков. На вооружении 1-й армии Войска польского находились 61 626 шт. винтовок и автоматов; 3714 пулемётов и ПТР; 1513 шт. орудий и миномётов; 217 танков, САУ и бронемашин; 3011 автомашин; 219 тягачей; 171 мотоцикл; 66 самолётов и 779 радиостанций.
26 июля 1944 года в составе 1-й польской армии был сформирован 1-й польский танковый корпус под командованием полковника Яна Рупасова.
В этот же день, 26 июля 1944 года, сменив части 8-й гвардейской армии, 1-я польская армия вышла на восточный берег Вислы в районе Демблина и Пулав и начала бои по овладению плацдармом на левом берегу. В дальнейшем армия принимала участие в боях на Магнушевском плацдарме.
1-я польская бронетанковая бригада участвовала в обороне Студзянского плацдарма на западном берегу Вислы южнее Варшавы.
15 августа 1944 года Польский комитет национального освобождения издал декрет о мобилизации, предусматривавший призыв в польскую армию военнообязанных 1921—1924 годов рождения, а также всех офицеров, подофицеров и военных специалистов, годных к воинской службе. В результате в течение нескольких месяцев 1944 года в Войско Польское было призвано несколько десятков тысяч поляков на территории СССР и около 100 тысяч человек — на освобождённой территории Польши.
По состоянию на конец октября 1944 г. в Войске Польском проходило службу 11 513 советских военнослужащих (в том числе, 2992 артиллериста, 1060 связистов, 3253 интенданта, 1460 пехотинцев и 49 политработников).
В Войске Польском существовали заместители командиров по политической части и политорганы (заместителем командующего 1-й армии по политчасти был Пётр Ярошевич, будущий премьер-министр Польши), но вместе с тем в частях были и капелланы.
14 сентября 1944 г. 1-я польская армия освободила правобережное предместье Варшавы — Прагу и затем предприняла неудачную попытку форсировать Вислу, чтобы помочь Варшавскому восстанию.
В январе 1945 года 1-я польская армия участвовала в освобождении Варшавы:
- основные силы 1-й армии Войска польского переправились через Вислу южнее Варшавы;
- 2-я пехотная дивизия Войска польского форсировала Вислу в районе Яблонна и начала наступление на Варшаву с севера;
- части 6-й пехотной дивизии Войска польского при артиллерийской поддержке советского 31-го особого дивизиона бронепоездов форсировали Вислу в районе Праги.

17 января 1945 года, после ожесточённых боёв Варшава была освобождена.
Позднее Войско польское участвовало в прорыве через центральную Польшу, 28 января освободив Быдгощ. Затем 1-ю польскую армию перевели севернее, и основные силы армии участвовали в штурме Кольберга (за отличие в боях при взятии Кольберга 5-му, 7-му, 12-му и 16-му пехотным полкам приказом Верховного Главнокомандующего ВС СССР № 079 от 4 мая 1945 года было присвоено почётное наименование «Кольбергских»), а 1-я польская бронетанковая бригада наступала на Гданьск (Восточно-Померанская операция). В Штеттине 1-я польская армия остановилась для перегруппировки, так как её потери составили 5400 человек убитыми и 2800 пропавшими без вести.
В боях за освобождение Польши потери 1-й армии Войска польского составили 10 тыс. военнослужащих убитыми, 27 тыс. ранеными и 6 тыс. пропавшими без вести.
В 1945 году численность Войска польского достигла 200 000 человек (1-я и 2-я польские армии, 1-й танковый корпус, 1-й воздушный корпус и другие части), составив примерно 10 % от общей численности сил, участвовавших в Берлинской операции на советской стороне. Потери Войска польского во время Берлинской операции составили 7200 убитыми и 3800 пропавшими без вести.

Директива Ставки Верховного Главнокомандования командующему войсками 1-го Белорусского фронта о переименовании фронта в Группу советских оккупационных войск в Германии, 11 095, 29 мая 1945 г., 03.30.
Ставка Верховного Главнокомандования приказывает:
<…> Всего: упр. ск — 13; сд — 45.
7. 1-ю польскую армию в составе двух пд оставить в оперативном подчинении главнокомандующего Группой советских оккупационных войск в Германии.
8. <…>
Ставка Верховного Главнокомандования
Сталин
Антонов
— Ставка Верховного Главнокомандования

## Подчинение
С мая 1944 года по май 1945 года армия находилась в оперативном подчинении 1-го Белорусского фронта.

## Состав
Состав на 1 мая 1945 года.
Стрелковые войска и кавалерия:
- 1-я польская пехотная Варшавская дивизия имени Тадеуша Костюшко (1 Warszawska Dywizja Piechoty im. Tadeusza Kościuszki)
- 2-я польская пехотная Варшавская[7] дивизия имени Яна Генрика Домбровского (2 Warszawska Dywizja Piechoty im. Jana Henryka Dąbrowskiego)
- 3-я польская пехотная Померанская[8] дивизия имени Ромуальда Траугутта (3 Pomorska Dywizja Piechoty im. Romualda Traugutta)
- 4-я польская пехотная Померанская[8] дивизия имени Яна Килинского (4 Pomorska Dywizja Piechoty im. Jana Kilińskiego)
- 6-я польская пехотная Померанская[8] дивизия (6 Pomorska Dywizja Piechoty)
- 1-я отдельная польская кавалерийская Варшавская[7] бригада (1 Warszawska Samodzielna Brygada Kawalerii)
- 1-й отдельный польский моторизованный разведывательный Варшавский[7] батальон
- 2-я отдельная польская заградительная бригада (2 Brygada Zaporowa)

Артиллерия:
- 1-я отдельная польская пушечная артиллерийская Варшавская[7] бригада имени Бема (1 Warszawska Brygada Artylerii Armat im. Józefa Bema)
- 5-я польская тяжёлая артиллерийская Померанская[8] бригада (5 Pomorska Brygada Artylerii Ciężkiej)
- 2-я польская гаубичная артиллерийская Померанская[8] бригада (2 Pomorska Brygada Artylerii Haubic)
- 3-я польская гаубичная артиллерийская Варшавская[7] бригада (3 Warszawska Brygada Artylerii Haubic)
- 5-й польский отдельный разведывательный артиллерийский дивизион
- 4-я польская истребительно-противотанковая бригада (4 Brygada Artylerii Przeciwpancernej)
- 1-й польский миномётный Померанский[8] полк (1 Pomorski pułk moździerzy)
- 1-я польская зенитная артиллерийская дивизия (1 Dywizja Artylerii Przeciwlotniczej) - 15,16,17,18 зенитные артиллерийские полки
- 1-й польский отдельный зенитный артиллерийский дивизион

Бронетанковые и механизированные войска:
- 1-я польская танковая Варшавская бригада имени Героев Вестерплятте[7] (1 Warszawska Brygada Pancerna im. Bohaterów Westerplatte)
- 4-й польский тяжёлый танковый полк (4 Pomorski pułk czołgów ciężkich)
- 13-й польский самоходный артиллерийский Варшавский[7] полк (13 Warszawski pułk artylerii pancernej)
- 7-й отдельный польский самоходный артиллерийский дивизион

Инженерные войска:
- 1-я польская инженерно-сапёрная Варшавская[7] бригада (1 Warszawska Brygada Saperów)
- 7-й отдельный польский моторизованный инженерный Варшавский[7] батальон

Войска связи:
- 1-й полк связи (1 samodzielny pułk łączności)

Огнемётные части:
- 1-й отдельный польский огнемётный батальон

## Награды
- сентябрь 1945 года — Орден Крест Грюнвальда I степени — награждена постановлением Президиума Крайовой Рады Народовой Польской Народной Республики.[10]

Части армии, награждённые орденами СССР:
- Орден Красного Знамени:[11]
  - 1-я Польская пехотная дивизия[12]
  - 2-я Польская пехотная дивизия
  - 4-я Польская пехотная дивизия
  - 1-я Польская танковая бригада
- Орден Кутузова II степени:[11]
  - 1-я Польская пехотная дивизия
  - 1-я отдельная Польская пушечная артиллерийская бригада
  - 3-я Польская гаубичная артиллерийская бригада
  - 5-я Польская тяжёлая пушечная артиллерийская бригада
  - 1-я Польская инженерно-сапёрная бригада
- Орден Кутузова III степени:[11]
  - 4-й отдельный Польский тяжёлый танковый полк
  - 13-й Польский самоходный артиллерийский полк

## Помощь СССР
Советский Союз оказал значительную помощь в создании и обеспечении деятельности 1-й армии Войска польского.
В общей сложности, только в течение 1944 года СССР передал для польских воинских частей 195 579 винтовок и карабинов, 7183 пистолет-пулемётов, 26 837 ручных, станковых и зенитных пулемётов, 4634 противотанковых ружей, 4630 орудий и миномётов, 249 танков и САУ, 88 бронетранспортёров и бронемашин, 619 самолётов (не считая учебного оружия и трофейного вооружения). Начальником связи Войска Польского до конца войны был советский генерал И. А. Юрин.
В течение второй половины 1944 года в советских военно-учебных заведениях было подготовлено 5470 польских военнослужащих.

## Реакция эмигрантского правительства
Деятельность на территории СССР польских общественных и общественно-политических организаций, а также создание на территории СССР польских вооружённых формирований вызвали резко отрицательную реакцию польского эмигрантского правительства в Лондоне и его сторонников на территории Польши (в частности, Армии Крайовой).
- «Информационный бюллетень» Армии Крайовой от 12 августа 1944 года давал членам АК следующее разъяснение по вопросу об отношении к 1-й польской армии и ко всему остальному Войску Польскому: «Это не польское войско, а отряды наемников польского происхождения на советской службе»[14]
- Директива Армии Крайовой № 14/III от 22 августа 1944 года содержала утверждение: «Армию Берлинга не считаем польским войском»[14].

## Командование армией

### Командующие
- Апрель — октябрь 1944 — З. Берлинг, генерал дивизии
- Октябрь — декабрь 1944 — В. Корчиц, генерал дивизии
- С декабря 1944 — С. Поплавский, генерал дивизии, с 4 мая 1945 года генерал брони, Герой Советского Союза

### Начальники штаба
- апрель — май 1944 — Б. Кеневич, генерал бригады

## Память
- В варшавском предместье Прага после окончания войны был создан Пражский парк имени солдат 1-й Армии Войска Польского